# Bronx-Whitestone Bridge
Die Bronx-Whitestone Bridge (oft auch nur Whitestone Bridge oder umgangssprachlich einfach Whitestone) ist eine Hängebrücke über den East River in New York City, die die Bronx mit den Stadtvierteln Whitestone und Malba im Stadtbezirk Queens auf Long Island verbindet. Sie ist neben der Triborough Bridge/Robert F. Kennedy Memorial Bridge und der Throgs Neck Bridge eine der drei Brückenverbindungen zwischen Queens und der Bronx.

## Verkehr
Die sechsstreifige Straßenbrücke ist ein Teil der Interstate 678, die im Süden am John F. Kennedy International Airport beginnt, am Flushing-Meadows-Park und am nicht weit entfernten LaGuardia Airport vorbeiführt, als Whitestone Expressway zur Brücke führt und auf der anderen Seite in die Cross Bronx Expressway und die Bruckner Expressway mündet und als Hutchinson River Parkway weiter nach Norden führt. Wie die meisten großen Brücken in New York ist auch die Bronx-Whitestone Bridge mautpflichtig.

## Beschreibung
Die von Othmar Ammann geplante Bronx-Whitestone Bridge ist auch aus großer Entfernung an ihrem auf die wesentlichen Elemente einer Hängebrücke reduzierten Design erkennbar. Die schlanken, hohen Stahlpfeiler der Pylone sind nur an ihrem oberen Ende und unter dem Brückendeck durch Bögen aus glatten Stahlplatten verbunden. Das an kaum noch erkennbaren Tragseilen hängende dünne Brückendeck schwingt mit einer leichten Wölbung von einem Ufer zum anderen. Das Brückendeck ist von Ankerblock zu Ankerblock gemessen 1149 m (3770 ft) lang und hat eine lichte Höhe von 47 m (157 ft) über MHW.
Die Bronx-Whitestone Bridge ist ein klassisches Beispiel ihrer Zeit, als Hängebrücken unter dem Einfluss der Deflektionstheorie und des Kostendrucks immer schlanker wurden, weniger Material benötigten und daher weniger kosteten, einer Entwicklung, die gut ein Jahr später mit dem Bau der Tacoma-Narrows-Brücke ihren Höhepunkt und mit ihrem Einsturz ihr vorläufiges Ende fand.
Die 115 m (377 ft) m hohen Pylone wurden erstmals in einer Stahlkonstruktion mit Hohlquerschnitten aus vorgefertigten Elementen montiert.
Die beiden Tragkabel haben einen Durchmesser von 53,3 cm (21 inches) und bestehen jeweils aus 9842 galvanisierten Stahldrähten, die im Luftspinnverfahren zu 37 Strängen von je 266 Drähten in einem Sechseckprofil zusammengefasst, von hydraulischen Seilpressen zu runden Tragkabeln gepresst und anschließend zur Verhinderung von Korrosion ummantelt wurden. Sie sind in großen, betonierten Ankerblöcken befestigt, die ihr markantes Aussehen dadurch erhalten, dass ihre Oberseite der Krümmung der nach unten gebogenen Tragkabel folgt.
Das heute sechsstreifige Brückendeck hat in der mittleren Öffnung eine Spannweite von 701 m (2300 ft) und von 224 m (735 ft) über den seitlichen Öffnungen. Der Versteifungsträger aus Vollwandträgern ist nur 3,35 m hoch und hat eine Breite von 24 m (77 ft). Die Verhältnisse von Höhe des Trägers zur Spannweite von rund 1:209 und von Breite des Trägers zur Spannweite von rund 1:30 sind jedoch weit günstiger als bei der längeren und schmaleren Tacoma-Narrows-Brücke.
Die Brücke hat noch die acht Schrägseile, die 1940 von den Pylonspitzen zum Fahrbahnträger gespannt wurden. Im Versteifungsträger wurden 1986 Schwingungstilger eingebaut. Die 1946 angebrachten hohen Fachwerkträger wurden 2003 wieder entfernt. Dafür wurden an den Seiten der Versteifungsträger aerodynamisch berechnete, 2,44 m hohe, keilförmige Verkleidungen aus GFK angefügt.

## Geschichte
Robert Moses, der Leiter der Triborough Bridge Authority, forderte eine weitere Brücke über den East River, nachdem die 1936 eröffnete Triborough Bridge bald überlastet war. Außerdem sollte der neue Flughafen (der heutige La Guardia Airport) eine Autobahnverbindung nach Norden erhalten und nicht zuletzt musste die 1939 New York World’s Fair im Flushing Meadows Park einen ausreichenden Anschluss erhalten. Der endgültige Beschluss zum Bau der Brücke durch die Triborough Bridge Authority (TBA) wurde im April 1937 gefasst. Othmar Ammann, der Chefingenieur sowohl der Hafenbehörde als auch der TBA, war für die Planung und die Ausführung der Brücke verantwortlich. Das von ihm (mit beratender Unterstützung von Leon S. Moisseiff, dem führenden Vertreter der Deflektionstheorie) gewählte flache Brückendeck war nicht nur schöner anzusehen als die bisherigen Fachwerkträger und schneller zu bauen, es sparte auch rund 2 Millionen Dollar und ermöglichte den Autofahrern (die damals noch höher in ihren Fahrzeugen saßen als heute) den Blick über den East River. Ammann gelang es, die Brücke in einer Bauzeit von nur 23 Monaten fertigzustellen, so dass sie am 29. April 1939, einen Tag vor dem Beginn der Weltausstellung, eröffnet werden konnte. Sie hatte damals insgesamt vier Fahrstreifen und an beiden Seiten einen Gehweg.

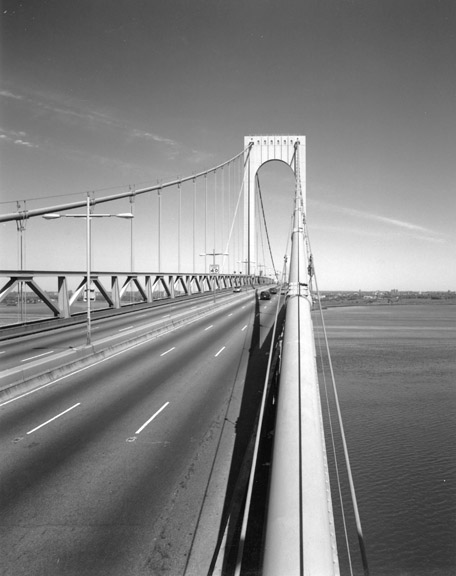
Die Bronx-Whitestone Bridge noch mit den nachträglich eingefügten Fachwerk- trägern

Ein halbes Jahr zuvor war David B. Steinmans Thousand Islands Bridge eröffnet worden, zwei Monate danach folgte seine Deer Isle Bridge, deren vom Wind verursachte Schwingungen damals nicht zu erklären waren, aber von Steinman durch Schrägseilverspannungen begrenzt werden konnten. Der Einsturz der Tacoma-Narrows-Brücke im November 1940 war für die Fachwelt überraschend, erweckte im Publikum aber Zweifel an der Sicherheit der neuartigen Hängebrücken. Othmar Ammann betonte zwar nachdrücklich, dass seine Bronx-Whitestone Bridge trotz gelegentlicher leichter Schwingungen sicher sei, Robert Moses meinte dagegen, dass es nicht auf die Meinung des zuständigen Ingenieurs ankomme, sondern auf die Ängste der Autofahrer, die möglicherweise die Brücke meiden und damit die Einnahmen verringern würden. Deshalb wurden bald danach acht Schrägseile eingespannt, die größere Schwingungen verhindern sollten. 1946 installierte man außerdem große Fachwerkträger zur Versteifung des Brückendecks. Dabei entfielen die Gehwege, so dass sechs Fahrstreifen eingerichtet werden konnten. Trotzdem traten bei schweren Stürmen noch deutliche Schwingungen auf.
1998 wurde die Brücke durch die Alan G. Davenport Wind Engineering Group
der University of Western Ontario mit Sensoren ausgerüstet, um festzustellen, wie der Wind die Brücke beeinflusst. Ein Modell der Brücke wurde im dortigen Windkanal untersucht. An der Lehigh University wurde ein Prototyp des geplanten neuen Brückendecks gebaut und in langen Belastungstests erprobt. Im Ergebnis führte dies zur Entfernung der Fachwerkträger und zur Installation der aerodynamisch wirksamen GFK-Verkleidung der Seitenflächen. Außerdem wurde die ursprüngliche Beton-Fahrbahndecke entfernt und durch eine orthotrope Platte ersetzt, die mit einem Epoxidharz-Sand-Gemisch als Fahrbahnbelag versehen ist. Diese Maßnahmen haben dazu geführt, dass die Brücke den Hurrikan Sandy im Oktober 2012 ohne Schäden und ohne besondere Schwingungen überstanden hat.

## Maut
Die Brücke ist mautpflichtig. Die Kosten hierfür belaufen sich im Jahr 2018, bei einem zweiachsigen Pkw, auf 8,50 US-Dollar bei Zahlung auf Rechnung bzw. auf 5,76 US-Dollar mit dem E-ZPass. Wie alle Brücken in New York City ist auch die Whitestonebridge seit 2017 „cashless“, d. h. eine Zahlung der Maut ist nicht mehr direkt möglich. Sofern kein E-Z-Pass im Fahrzeug angebracht ist, wird eine Rechnung an den Halter des Fahrzeuges geschickt.